# Budapest Nyugati

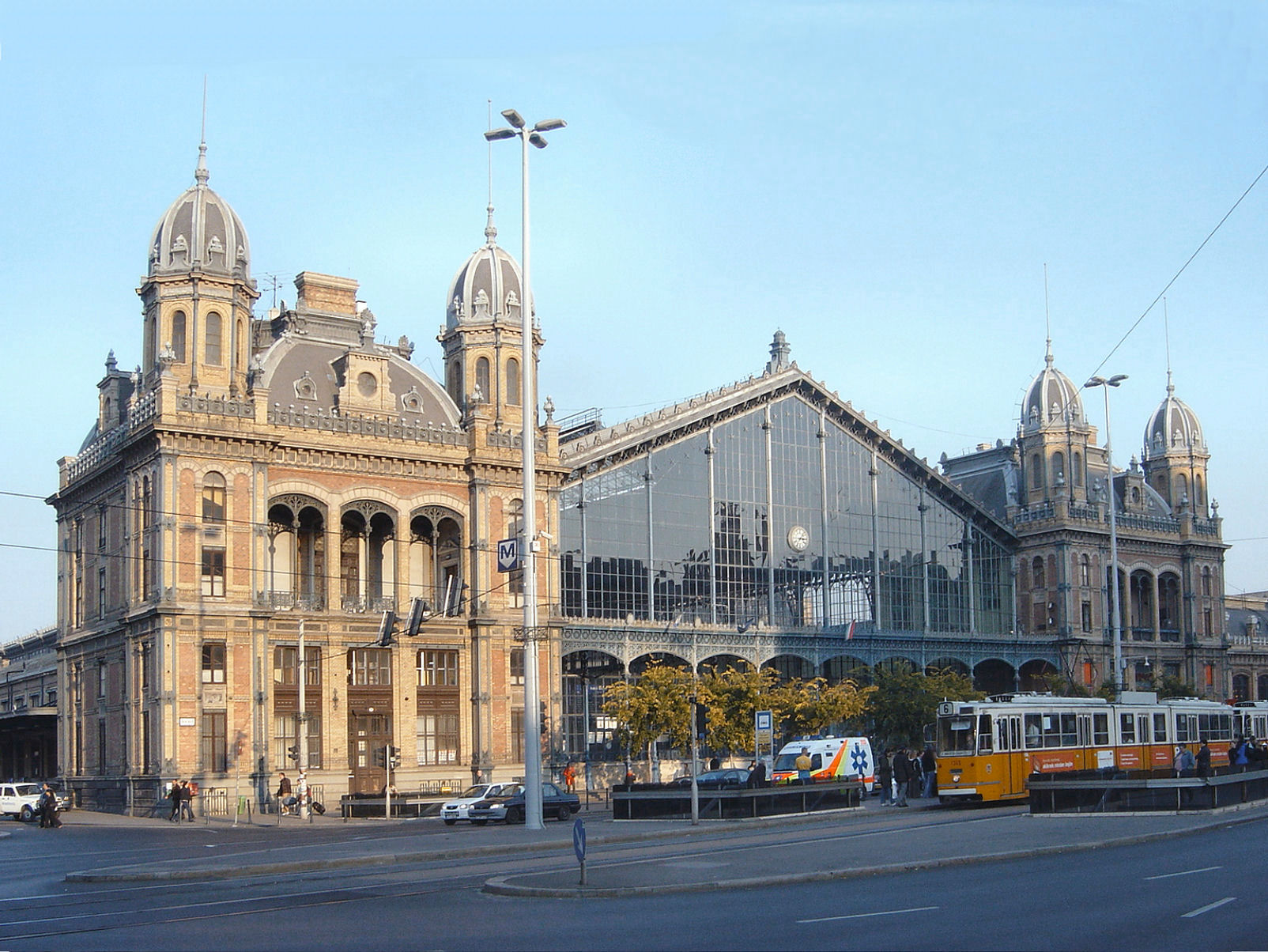
Budynek dworca

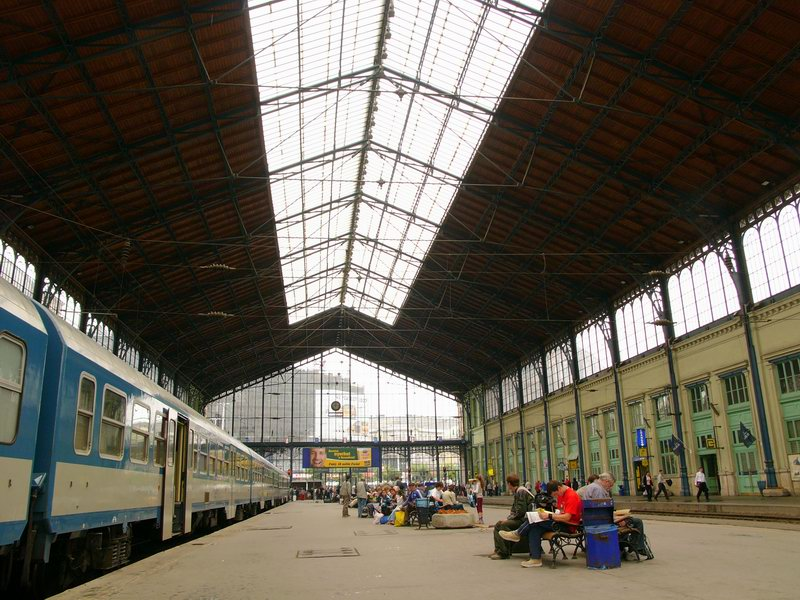

Budapest Nyugati (Budapeszt Zachodni) – jedna z największych stacji kolejowych w Budapeszcie (obok dworców Wschodniego i Południowego). Znajduje się w północnej części starego miasta w VI dzielnicy Terézváros. Dzisiejszy budynek dworca został zbudowany jako typowa stacja czołowa w latach 1874–1877 przez firmę „Eiffel & Cie” inżyniera Gustawa Eiffla.

## Kierunki
Pociągi podmiejskie odjeżdżają ze stacji głównej w kierunku Dunaju, a także w kierunku Vác liniami kolejowymi 70 (70) i Veresegyház. Do Ostrzyhomia można dojechać linią 2. W kierunku Cegléd, Szolnok i Segedyn dojedziemy linią 100a (linia kolejowa Budapeszt–Cegléd–Szolnok). Pociągi kursują do Lajosmizse linią kolejową 142. Po przegrupowaniu głównych połączeń dalekobieżnych do Dworca Keleti, podobnie jak na Dworcu Południowym, dominuje tu ruch zawodowy.

## Renowacja
Częściowy remont dworca rozpoczął się 8 maja 2020 r. ze środków Unii Europejskiej, a część mocno ograniczająca ruch została ukończona pod koniec sierpnia 2021 r. Prace trwały około siedmiu miesięcy. Podczas gruntownej przebudowy w 1990 roku otwarto restaurację McDonald's, a dach hali torowej wraz z łączącymi ją szklanymi konstrukcjami, sześć mniejszych dachów wieżowych na fasadzie, a także system kanalizacji deszczowej zostały częściowo przebudowane, a szklana ściana osłonowa na obu końcach hali została odnowiona. Na czas remontu wyłączono z ruchu odcinek toru 10-13 wewnątrz hali. Kasa biletowa przeniosła się na zewnętrzne tory i stąd przyjeżdżały i odjeżdżały pociągi. Prace miały zostać w pełni ukończone, a remont ozdobnej hali kasowej zakończony do lata 2022 roku. Do świąt Bożego Narodzenia 2023 roku ukończono elewację od strony placu, rozebrano również rusztowania, a dopiero jesienią 2023 roku rozpoczęto przebudowę przejścia podziemnego stacji. Prace prowadzone są przez Magyar Építő Zrt., który pracował również przy projektach Puskás Arena i Liget Budapeszt.

## Specyfikacja techniczna[5]
- Liczba torów: 17 torów do odbioru i odjazdu pociągów pasażerskich (9 z Váci út + 4 z hali środkowej + 4 z ul. Podmaniczky), 2 grupy torów postojowych, hala konserwacji wagonów, hala konserwacji wagonów osobowych.
- Długość hali: 146 m
- Szerokość hali środkowej: 42 m
- Wysokość hali środkowej: 25 m
- Urządzenie sterujące: urządzenie Siemens-Halske i Domino-55 (tory od 1 do 7) z sygnałami świetlnymi.